# Carl Hagelin
Carl Hagelin (né le 23 août 1988 à Södertälje en Suède) est un joueur professionnel suédois de hockey sur glace. Il évolue au poste d'attaquant.

## Biographie

### Carrière en club
Formé au Södertälje SK, il est choisi au sixième tour en 168e position du repêchage d'entrée dans la LNH 2007 par les Rangers de New York. Cette année-là, il rejoint les Wolverines du Michigan dans le championnat NCAA. Les Wolverines remportent la CCHA 2008 et 2010. Il est nommé capitaine de l'équipe en 2010-2011. 
En 2011, il passe professionnel avec le Whale du Connecticut, club ferme des Rangers dans la Ligue américaine de hockey. Le 25 novembre 2011, il joue son premier match dans la Ligue nationale de hockey comptant sa première assistance contre les Capitals de Washington. Le lendemain, il marque son premier but face aux Flyers de Philadelphie et leur gardien Sergueï Bobrovski. Il aide les Rangers à atteindre la finale de la Coupe Stanley en 2014, finale perdue face aux Kings de Los Angeles.
Le 27 juin 2015, il est échangé aux Ducks d'Anaheim avec des choix de repêchage en retour de notamment Emerson Etem. Il ne finira pas la saison dans le club puisqu'il sera à nouveau échangé en janvier 2016 aux Penguins de Pittsburgh contre David Perron et Adam Clendening.
Jim Rutherford, directeur-général des Penguins, décide de recruter ce joueur notamment pour son patinage rapide. Il écrit dans sa tribune publiée en octobre 2016 : « When we lost to the Rangers in the first round of the 2015 playoffs, I realized that we had to get faster in order to compete for the Cup. New York had this fiery little Swedish guy who had given us fits in that series by the name of Carl Hagelin. He was constantly disorienting our defensemen with his speed on the forecheck. »,.
La ligne formée de Hagelin, Phil Kessel et Nick Bonino obtient le surnom de « HBK line », en référence aux initiales de leur nom de famille et rappelant le surnom du catcheur Shawn Michaels. Le trio s'avère être le plus productif de l'équipe lors des séries 2016 puisque les trois joueurs combinent 56 points, Hagelin comptant 16 points durant ces séries, et aide l'équipe à remporter la Coupe Stanley durant cette année. Il remporte une deuxième Coupe consécutive en 2017 avec les Penguins.
Le 14 novembre 2018, il est échangé au Kings de Los Angeles contre Tanner Pearson, après une série de défaites des Penguins qui mène le directeur général Jim Rutherford à effectuer des « changements » au sein de l'équipe ,. La même saison le 21 février 2019, il est à nouveau échangé cette fois aux Capitals de Washington en retour d'un choix de 3e ronde en 2019 et d'un choix conditionnel de 6e tour en 2020.

### Carrière internationale
Il représente la Suède au niveau international. Il prend part aux sélections jeunes.

## Statistiques

### Statistiques en club
| Saison     | Équipe                 | Ligue         |     | Saison régulière | Saison régulière | Saison régulière | Saison régulière | Saison régulière |    | Séries éliminatoires | Séries éliminatoires | Séries éliminatoires | Séries éliminatoires | Séries éliminatoires |
| Saison     | Équipe                 | Ligue         | PJ  | B                | A                | Pts              | Pun              | PJ               | B  | A                    | Pts                  | Pun                  |                      |                      |
| 2005-2006  | Södertälje SK J20      | J20 SuperElit | 41  | 20               | 20               | 40               | 42               | 4                | 1  | 2                    | 3                    | 22                   |                      |                      |
| 2006-2007  | Södertälje SK J20      | J20 SuperElit | 40  | 24               | 31               | 55               | 42               | 3                | 1  | 5                    | 6                    | 20                   |                      |                      |
| 2007-2008  | Wolverines du Michigan | CCHA          | 41  | 11               | 11               | 22               | 28               | -                | -  | -                    | -                    | -                    |                      |                      |
| 2008-2009  | Wolverines du Michigan | CCHA          | 41  | 13               | 18               | 31               | 32               | -                | -  | -                    | -                    | -                    |                      |                      |
| 2009-2010  | Wolverines du Michigan | CCHA          | 45  | 19               | 31               | 50               | 34               | -                | -  | -                    | -                    | -                    |                      |                      |
| 2010-2011  | Wolverines du Michigan | CCHA          | 44  | 18               | 31               | 49               | 39               | -                | -  | -                    | -                    | -                    |                      |                      |
| 2010-2011  | Whale du Connecticut   | LAH           | -   | -                | -                | -                | -                | 5                | 1  | 1                    | 2                    | 4                    |                      |                      |
| 2011-2012  | Whale du Connecticut   | LAH           | 17  | 7                | 6                | 13               | 6                | -                | -  | -                    | -                    | -                    |                      |                      |
| 2011-2012  | Rangers de New York    | LNH           | 64  | 14               | 24               | 38               | 24               | 17               | 0  | 3                    | 3                    | 17                   |                      |                      |
| 2012-2013  | Södertälje SK          | Allsvenskan   | 8   | 5                | 6                | 11               | 0                | -                | -  | -                    | -                    | -                    |                      |                      |
| 2012-2013  | Rangers de New York    | LNH           | 48  | 10               | 14               | 24               | 18               | 12               | 3  | 3                    | 6                    | 0                    |                      |                      |
| 2013-2014  | Rangers de New York    | LNH           | 72  | 17               | 16               | 33               | 44               | 25               | 5  | 7                    | 12                   | 16                   |                      |                      |
| 2014-2015  | Rangers de New York    | LNH           | 82  | 17               | 18               | 35               | 46               | 19               | 2  | 3                    | 5                    | 6                    |                      |                      |
| 2015-2016  | Ducks d'Anaheim        | LNH           | 43  | 4                | 8                | 12               | 14               | -                | -  | -                    | -                    | -                    |                      |                      |
| 2015-2016  | Penguins de Pittsburgh | LNH           | 37  | 10               | 17               | 27               | 18               | 24               | 6  | 10                   | 16                   | 14                   |                      |                      |
| 2016-2017  | Penguins de Pittsburgh | LNH           | 61  | 6                | 16               | 22               | 16               | 15               | 2  | 0                    | 2                    | 19                   |                      |                      |
| 2017-2018  | Penguins de Pittsburgh | LNH           | 81  | 10               | 21               | 31               | 28               | 9                | 2  | 1                    | 3                    | 2                    |                      |                      |
| 2018-2019  | Penguins de Pittsburgh | LNH           | 16  | 1                | 2                | 3                | 12               | -                | -  | -                    | -                    | -                    |                      |                      |
| 2018-2019  | Kings de Los Angeles   | LNH           | 22  | 1                | 4                | 5                | 8                | -                | -  | -                    | -                    | -                    |                      |                      |
| 2018-2019  | Capitals de Washington | LNH           | 20  | 3                | 8                | 11               | 10               | 7                | 0  | 1                    | 1                    | 0                    |                      |                      |
| 2019-2020  | Capitals de Washington | LNH           | 58  | 8                | 17               | 25               | 16               | 8                | 0  | 1                    | 1                    | 2                    |                      |                      |
| 2020-2021  | Capitals de Washington | LNH           | 56  | 6                | 10               | 16               | 19               | 5                | 0  | 1                    | 1                    | 0                    |                      |                      |
| 2021-2022  | Capitals de Washington | LNH           | 53  | 3                | 11               | 14               | 20               | -                | -  | -                    | -                    | -                    |                      |                      |
| Totaux LNH | Totaux LNH             | Totaux LNH    | 713 | 110              | 186              | 296              | 293              | 141              | 22 | 28                   | 50                   | 76                   |                      |                      |

### Statistiques en équipe nationale
| Année | Compétition                 |   | PJ | B | A | Pts | Pun | +/-                    |  | Résultat |
| 2008  | Championnat du monde junior | 6 | 0  | 0 | 0 | 0   | -1  | Médaille d'argent      |  |          |
| 2014  | Jeux olympiques             | 6 | 2  | 0 | 2 | 0   | +1  | Médaille d'argent      |  |          |
| 2016  | Coupe du monde              | 4 | 0  | 1 | 1 | 0   | +1  | Défaite en demi-finale |  |          |

## Trophées et honneurs personnels

### J20 SuperElit
- 2006-2007 : termine meilleur pointeur

### CCHA
- 2010-2011 : 
  - nommé dans la première équipe d'étoiles
  - nommé meilleur attaquant défensif

### Ligue nationale de hockey
- 2011-2012 : participe au concours d'habileté du 59e Match des étoiles de la LNH
- 2015-2016 : vainqueur de la Coupe Stanley avec les Penguins de Pittsburgh
- 2016-2017 : vainqueur de la Coupe Stanley avec les Penguins de Pittsburgh